# سيمون برمنغهام
سيمون برمنغهام (بالإنجليزية: Simon Birmingham)‏ هو سياسي أسترالي، ولد في 14 يونيو 1974 في أديلايد في أستراليا. حزبياً، نشط في الحزب الليبرالي الأسترالي. وقد انتخب عضو مجلس الشيوخ الأسترالي ‏ عن دائرة جنوب أستراليا ‏ (3 مايو 2007 – ).